# Runddysse von Smidstrup
Der Runddysse von Smidstrup liegt im Weiler Smidstrup, südwestlich von Kirke Hvalsø auf der dänischen Insel Seeland. Der Dolmen liegt südlich des Flusses Elverdam, nahe der Grenze der Holbæk Kommune.
Die Kammer des Polygonaldolmens liegt in einem 1,2 m hohen, unregelmäßigen Rundhügel von etwa 9,0 m Durchmesser und ist sechseckig mit fünf Tragsteinen und einem 1,7 m hohen Deckstein. Die Kammer misst etwa 1,5 × 1,4 m. Der auf der Südseite stark bewachsene Hügel hat keine sichtbaren Randsteine. Vielleicht sind zwei Steine im Südwesten verlagerte Gangsteine.
In der Nähe liegen die Megalithanlage von Kirke-Hvalsø und das Ganggrab von Nørre Hvalsø.